# Station Berlin-Albrechtshof
Station Berlin-Albrechtshof is een spoorwegstation in Berlin-Staaken in de Duitse stad Berlijn aan de spoorlijn Berlijn - Hamburg. Het station werd in 1943 geopend. 